# Tomislav Ivić
Tomislav Ivić, född den 30 juni 1933 i Split, Kroatien, Kungariket Jugoslavien
, död den 24 juni 2011 i Split, var en kroatisk fotbollsspelare och tränare.
I april 2007 menade den italienska tidningen La Gazzetta dello Sport att Ivić var den mest framgångsrika tränare någonsin med sina 7 ligatitlar i 6 olika länder. Totalt vann Ivić 15 titlar, de mest anmärkningsvärda är vinsterna med FC Porto i Uefa Super Cupen och Interkontinentala cupen. 
Ivić tränade klubbar i 14 olika länder och 4 landslag. Han vann titlar och cuper i sex olika länder, (Jugoslavien, Nederländerna, Belgien, Grekland, Portugal and Spanien.) Han vann sju titlar i högsta ligan, (3 i Jugoslavien, 1 i följande länder, Grekland, Portugal och Nederländerna.) Han vann 6 Nationella cuper, (4 i Jugoslavien och 1 varsin i Spanien och Portugal.) Han vann även två internationella cuper, Uefa Super Cup och Interkontinentala cupen